# Rhooney de Oliveira Ferramenta
Rhooney de Oliveira Ferramenta (* 7. November 1985 in Rio de Janeiro) ist ein brasilianischer Beachvolleyballspieler.

## Karriere
Ferramenta spielte 2009 mit Fabio Guerra in Brasilia sein erstes Turnier auf der FIVB World Tour. 2010 und Anfang 2011 gelangen ihm hier mit Neilton Santos auch keine vorderen Platzierungen. Mit Pedro Solberg erreichte Ferramenta 2011 Platz fünf bei der Weltmeisterschaft in Rom und Platz drei bei den Agadir Open. Ferramentas bestes Ergebnis mit Thiago Santos Barbosa war 2012 ein fünfter Platz beim Grad Slam in Gstaad. 2013 und 2015 spielte Ferramenta mit dem Schweizer Fabio Berta auf der nationalen Schweizer Tour. 2016 und 2017 war Leonardo Gomez auf der nationalen brasilianischen Tour sein Partner.